# Uloptera bandai
Uloptera bandai är en skalbaggsart som beskrevs av Holm 1990. Uloptera bandai ingår i släktet Uloptera och familjen Cetoniidae. Inga underarter finns listade i Catalogue of Life.